# Jimi Hendrix
James Marshall »Jimi« Hendrix,  ameriški glasbenik, kitarist, pevec, pisec avtorskih pesmi in kulturna ikona, * 27. november 1942, Seattle, Washington, ZDA, † 18. september 1970, London, Združeno kraljestvo.
Po mnenju mnogih ljubiteljev glasbe ter glasbenih kritikov je imel Hendrix največji vpliv v zgodovini rocka, prav tako pa pri sami tehniki in načinu igranja kitare.
Poznan kot eden izmed najkreativnejših in vplivnih glasbenikov 20. stoletja, je Jimi Hendrix raziskal eksplozivne možnosti igranja na električno kitaro. Njegov inovativen stil kombiniran z zameglitvami, resonanco in kontrolirano distorzijo je ustvaril novo glasbeno obliko. Ker ni znal brati ali pisati glasbe, je njegov strm vzpon v svetu glasbe še bolj neverjeten. Njegov glasbeni »jezik« še dandanes vpliva na umetnike kova Miles Davis in Johnny Lang.

## Življenjepis
Jimi Hendrix, rojen Johnny Allen Hendrix 27. novembra 1942, v  Seattlu, kasneje James Marshall, kot ga je preimenoval oče James »Al« Hendrix. Young (ang. mladi) Jimmy, kot so ga takrat imenovali, se je zainteresiral za glasbo, pri tem pa so nanj vplivali vsi večji glasbeniki tistega časa, kot so B.B. King, Muddy Waters, Howlin' Wolf, Bob Dylan, Buddy Holly, Hank Marvin in Robert Johnson. Kot samouk se ni naučil brati in pisati glasbe, zato se je še bolj koncentriral na glasbo, ki jo je slišal.
Al je opazil njegov interes za glasbo spominjajoč se anekdote: »Ko me ni bilo doma sem mu naročil naj pospravi sobo. Ko sem prišel domov, so povsod po sobi ležale metle in ko sem ga vprašal zakaj ni pometel sobe mi je rekel, da jo je, in kasneje sem izvedel, da se je pretvarjal da igra na kitaro.« Al mu je podaril najdeno ukulelo z eno struno, kar je bil velik napredek od metle.
Poleti 1958 mu je oče Al podaril akustično kitaro, ki jo je kupil za 5 dolarjev pri svojem prijatelju. Kmalu zatem se je Jimmy pridružil svojemu prvemu bendu – The Velvetones. Po treh mesecih je zapustil skupino v želji, da bi poiskal lastne interese.
Naslednje poletje mu je oče po daril njegovo prvo električno kitaro Supro Ozark 1560S, ki je uporabljal, ko se je pridružil skupini The Rocking Kings.
1961 je odšel služit obvezni vojaški rok, tako si je novembra 1962 prislužil priponko »Screaming Eagles« za padalsko divizijo. Medtem, ko je bil nastanjen v Fort Campbell v Kentuckyju, je z basistom Billyjem Coxom sestavil skupino The King Casuals. 
Pozneje, ko je bil odpuščen zaradi poškodbe, ki jo je staknil med skokom s padalom, je začel delati kot sezonski kitarist pod imenom Jimmy James. Do konca leta 1965 je že igral z več znanimi glasbeniki kot so: Ike in Tina Turner, Sam Cooke, The Isley Brothers in Little Richard. Jimmy je šel po stopinjah Little Richarda in ustanovil svojo lastno skupino imenovano Jimmy James and the Blue Flames, kjer je prevzel vlogo back-line kitarista, kasneje vodilnega.
Skozi kasnejšo polovico 1965 in v prvi polovici 1966, je igral v manjših lokalih v Greenwich Village, kjer se je spoznal z basistom Chasom Chandlerjem med julijskim nastopom na Caf Wha. Chandler je bil navdušen nad njegovim nastopom in se je še enkrat vrnil septembra 1966, da bi z njim podpisal pogodbo, s katero se je Hendrix preselil v London in ustanovil novo skupino.
Zamenjava bas kitare s službo menedžerja je prinesla prvo nalogo – Chandler je Hendrixovo ime spremenil v »Jimi«. Z bobnarjem Mitchom Mitchellom in basistom Noelom Reddingom je novo osnovana skupina The Jimi Hendrix Experience hitro postala zvezda Londona jeseni 1966.
Njihov prvi single, »Hey Joe« je preživel 10 tednov na britanski glasbeni lestvici na 6. mestu zgodnjega leta 1967. Singlu je kmalu sledil album Are You Experienced?, psihedelična glasbena kompilacija, ki je vključevala himne generacije. Are You Experienced? je ostal eden izmed najpopularnejših rock albumov vseh časov. Vključuje pesmi »Purple Haze«, »The Wind Cries Mary«, »Foxey Lady«, »Fire« in »Are You Experienced?«.
Kljub Hendrixovemu velikemu uspehu v Združenem kraljestvu, je šele ob vrnitvi v Ameriko junija 1967, podžgal publiko na Monterey International Pop Festivalu z izvedbo »Wild Thing«. Dobesedno čez noč je The Jimi Hendrix Experienece postal eden izmed najpopularnejših skupin na svetu.
Sledil je album Axis: Bold as Love. Ta je vključeval hite: »If 6 was 9«, »Bold as Love« in »You Got Me Floatin«. Leta 1968 je prevzel večjo kontrolo nad svojo glasbo; veliko časa je preživel za konzolami v studiu in z mešanjem prinašal čistost svoji viziji glasbe. V Ameriki je zgradil lasten snemalni studio, Electric Lady Studios v New Yorku. Ime tega projekta je postalo osnova za njegov najbolj zahteven album, dvojno LP izdajo, Electric Ladyland. Na tem albumu se nahajajo nekatere njegove najbolj znane skladbe med katerimi je tud priredba Dylanove skladbe »All Along The Watchtower« in »Voodoo Child (slight return)«  Skozi leto 1968 so naporne turneje in studijsko delo zahtevale svoj davek v skupini. Tako je bila le-ta leta 1969 razpuščena.
Hendrix je bil zadržana, malo naivna oseba, ki je veliko dala na njegov vtis na druge, recimo: prijatelje je pred koncertom ali kadar so šli ven vedno spraševal ali se je dobro oblekel.
Jimi je umrl 18. septembra 1970 v sumljivih okoliščinah, domnevno zaradi prevelike doze uspavalnih tablet ali samomora.

## Diskografija

### Studijski albumi
- Are You Experienced? (1966:67)
- Axis: Bold as Love (1967)
- Electric Ladyland (1968)

### Live albumi
- Band of Gypsys (1970)

### Live albumi izdani po Hendrixovi smrti
- Hendrix in the West (1972)
- Jimi Plays Monterey (1986)
- The Last Experience Concert: Live at the Royal Albert Hall (1990)
- Stages (1991)
- Jimi Hendrix: Live at Berkeley (2003)
- Jimi Hendrix: Live at Maple Leaf Gardens

### MCA ponovne izdaje
- Blues (1994)
- First Rays of the New Rising Sun (1997)
- South Saturn Delta (1997)
- BBC Sessions (1998)
- Live at the Fillmore East (1999)
- Live at Woodstock (1999)
- The Jimi Hendrix Experience (MCA Box) (2000)
- Blue Wild Angel: Live at the Isle of Wight (2002)

### Kompilacije
- Smash Hits (1969)
- Kiss the Sky (1982)
- The Ultimate Experience (1993)
- Experience Hendrix: The Best of Jimi Hendrix (1998)
- Voodoo Child: The Jimi Hendrix Collection (2001)
- Martin Scorsese Presents the Blues: Jimi Hendrix (2003)
- Jimi Hendrix - His Greatest Hits (2006)

### Ostalo
- Rainbow Bridge Concert (1971)
- The Cry of Love (1971)
- War Heroes (1972)
- Loose Ends (1974)
- Crash Landing (1975)
- Doriella Du Fontaine (Lightnin Rod) (1984)
- Rainy Day, Dream Away (2006)